# Sistema Pessoal de Compras
O Sistema Pessoal de Compras, ou SPC, é um sistema desenhado para facilitar as compras em supermercados ou qualquer tipo de varejo de auto-serviço. Nesse sistema, quando o cliente chega à loja, ao invés de escolher um carrinho de compras, ele escolhe um dispositivo eletrônico (PDA, coletor de dados ou similar) que proporciona uma interface de compras amigável.
Usando algumas tecnologias conhecidas (código de barras ou RFID), o dispositivo é capaz de exibir em sua tela todo tipo de informações sobre qualquer produto disponível nas gôndolas. Uma vez que o produto esteja na tela, o cliente terá acesso a toda e qualquer informação acerca do produto, facilitando sua decisão de comprá-lo ou não; também poderá manipular a sua cesta de compras (conjunto de produtos selecionados através do dispositivo), excluindo produtos ou alterando a quantidade de itens de cada produto.
Quando os clientes preferirem, não terão que dirigir carrinhos de compras, o que significa que eles não terão o esforço de carregar e empurrar. Da mesma maneira que as pessoas compram na Internet, assim o farão na loja, com a única diferença de que elas levarão suas compras para casa imediatamente ao invés de aguardarem pela entrega.